# Ооршот, Пол ван
Пол ван Ооршот (англ. Paul van Oorschot; родился в 1962 году) — криптограф и исследователь компьютерной безопасности, профессор информатики в Карлтонском университете, где он возглавляет Канадскую кафедру исследований в области аутентификации и компьютерной безопасности. Он является действительным членом Королевского общества Канады.
В 1988 году получил степень доктора философии в Университете Ватерлоо.
Наиболее известен как соавтор книги Handbook of Applied Cryptography вместе с Альфредом Менезесом и Скоттом Ванстоуном.
Также он помог организовать в 1994 году первый Семинар по избранным областям криптографии (англ. Workshop on Selected Areas in Cryptography (SAC)).
В 2000 году был награждён медалью Грехема в области вычислений и инноваций.
В 2016 году стал действительным членом ACM.